# Павло I Шубич
Павло I Шубич (хорв. Pavao I Šubić; *бл.1245 — †1 травня 1312) — хорватський магнат, бан Хорватії у 1275—1312 роках, бан Боснії у 1299—1302 роках, володар усієї Боснії у 1305—1312 роках.

## Життєпис

### Підкорення Далмації
Походив з впливового хорватського роду Шубичів з Далмації. Син Стефана II (Степко) Шубича, графа Трогіра. Мати ймовірно походила з угорської королівської династії Арпад. Народився близько 1245 року, проте місце народження достеменно невідоме. Павло вперше згадується в паперах 1272 року як князь Брибірський.
У 1273 році він вже був князем Спліта, а з 1274 році іменував себе приморським баном. Користуючись ослабленням королівської влади в Угорщині після смерті короля Стефана V, Павло Шубич зміцнив свою владу над приморськими землями, підкоривши важливе місто Трогір у 1274 році. 1275 року оголосив себе баном Хорватії, проте це було номінально.
У 1290 році після вбивства угорського короля Ласло IV, коли почалася боротьба за угорський престол, Павло Шубич підтримав претендента Карла Анжуйского, відправши до Неаполя свого брата Гргура. Карл Анжу прибув до Загреба, а звідси з військом Шубича до Естергома (столиці Угорщини). Натомість у 1292 році отримав від останнього землі від Петрової гори до Гума в Боснії з правом спадку. Після цього призначив свого брата Младен комісаром міста Спліт, іншому брату — Юраю I — Шибеник, Нін, Трогір і Оміш.

### Бан Хорватії
У 1293 році інший претендент, Андраш III, дарував Павлу Шубич і його роду весь хорватсько-далматинський банат і спадкову банську гідність. У відповідь Андраш III зажадав від Шубича визнати його мати Томазіну Моразіні герцогинею Славонії, на що Павло не погодився. Того ж року Павло Шубич йменував себе баном Хорватів.
Після смерті Карла Анжуйського у 1295 році претензії на угорський трон перейшли до його сина Карла Роберта. Папа римський Боніфацій VIII в 1297 році оголосив 12-річного хлопчика королем Угорщини. Після цього Карла Роберта Анжуйського підтримав Павло Шубич.
У 1299 році Шубич оголосив себе володарем Боснії і надав титул бана Боснії молодшому братові Младену. На початку 1300 року Павло Шубич запросив Карла Роберта до Угорщини, визнавши його своїм королем, а Карл Роберт підтвердив права Шубич на володіння в Боснії. Вплив Павла I ще більше зріс після смерті Андраша III Арпада.

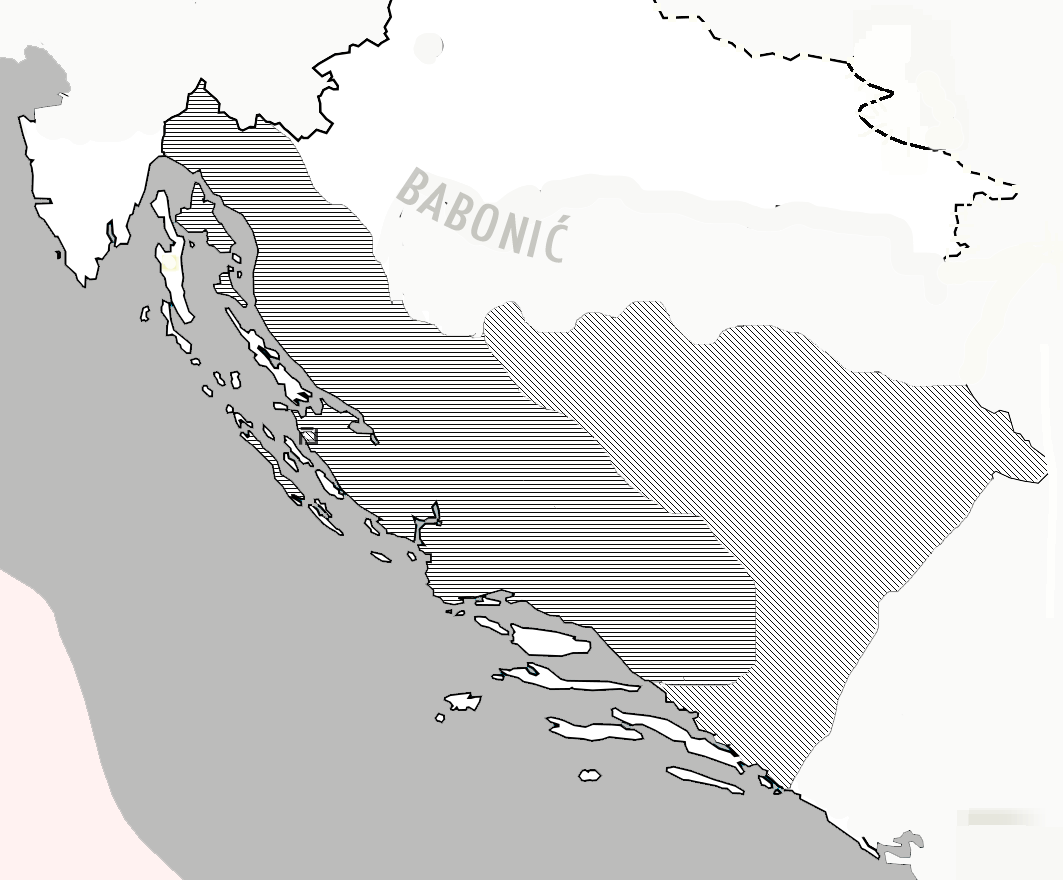
Володіння Павла I Шубича

У 1302 році Шубич остаточно повалив боснійського бана Стефана I Котромана. Хоч Павло формально і не коронувався, фактично він був незалежним правителем підвладних йому територій: в указах Шубича угорський король навіть не згадувався, став карбувати власну монету.

### Пан Боснії
У 1304 році богоміли вбили Младена I Шубича. Павло спрямував свої війська на Боснію і проголосив себе володарем усієї Боснії. Користуючись обставини зумів зайняти Гум, дійшовши до Чорногорії. 1305 році зробив свого сина Павла князем Спліта.
У 1310 року військо Павла Шубича зібралася в районі Задара. Дочекавшись, коли в березні 1311 року городяни повстануть і скинуть венеційського губернатора, армія захопила місто, губернатором якого був поставлений Младен II, син Павла. Венеційці послали в березні 1312 року армію і флот, щоб відбити місто, але зазнали поразки. Розпочалися мирні перемовини, в ході яких Павло Шубич помер.

## Родина
Дружина — Урсула
Діти:
- Младен (1275—1341), бан Хорватії та Боснії у 1312—1322 роках
- Юрай (1290—1328), герцог Далматійських міст у 1303 році
- Павло (1295—1346), герцог Трогіра у 1305—1312 роках — засновник династії Зрінських
- Гргур, князь Спліт
- Марко, герцог Брибірський у 1322—1345 роках

## Пам'ять
На честь Павло Шубича названо вулиці у Загребі, площу у Шибеніку.